# 劉齊 (廣川王)
劉齊（?—前92年），西漢第二任廣川王，廣川惠王劉越之子，漢景帝之孫。死後諡為廣川繆王。

## 生平
劉齊有一臣桑距犯罪，劉齊欲誅桑距，桑距逃亡，劉齊拘捕桑距一家。桑距怨恨劉齊，上書告發劉齊與親姊妹有姦情。劉齊為求自保，屢次上書告發公卿以及寵臣所忠等人的罪行。後劉齊病逝，朝中上奏廢廣川國，武帝准。數月後武帝不忍廣川惠王劉越絕後，又下詔恢復廣川國，以劉齊太子劉去繼任廣川王。時為征和二年（前91年）。

## 兒子
- 廣川戴王劉文
- 廣川王劉去
- 甘井侯劉光
- 襄隄侯劉聖，廣德王劉倫為其子[3]
- 新市康侯劉吉
- 東襄愛侯劉寬
- 樂信頃侯劉強
- 昌成節侯劉元
- 歷鄉康侯劉必勝
- 武陶節侯劉朝
- 桃煬侯劉良